# شينجي موريتا
شينجي موريتا (باليابانية: 森田 真司) (مواليد 24 يونيو 1987)، هو لاعب كرة قدم ياباني سابق كان يلعب كلاعب وسط.

## وصلات خارجية
- شينجي موريتا على موقع رابطة كرة القدم اليابانية للمحترفين (اليابانية)